# 插空法
在组合数学中，插空法是排列组合的推广，主要用于解决不相邻组合与追加排列的问题。
插空法与隔板法的原理一样。

## 例子
若有A,B,C,D,E五个人排队，要求A和B两个人必须不站在一起，则有多少种排队方法？
首先将CDE三个人排列，有{\displaystyle P_{3}^{3}=6}种排法，若排成DCE，□D□C□E□有4个空，让A,B插空有{\displaystyle P_{2}^{4}=12}种排法，总排法为{\displaystyle P_{3}^{3}P_{2}^{4}=72}
在一张节目单中原有6个节目，若保持这些节目相对顺序不变，再添加进去3个节目，则所有不同的添加方法共有多少种？
□1□2□3□4□5□6□有7个空，插第7个节目，□1□2□3□4□5□6□7□有8个空，插第8个节目，□1□2□3□4□5□6□7□8□有9个空，再插第9个节目，总排法为{\displaystyle 7\times 8\times 9}